# Torneo Regional 1969
El Torneo Regional 1969 fue la tercera edición de este torneo organizado por la AFA. El torneo representó a 20 provincias.
El certamen consagró 4 ganadores, que clasificaron al Campeonato Nacional. Mientras que los perdedores de las finales, debido a que el Torneo Promocional dejó de disputarse, se disputaron un quinto cupo.

## Equipos participantes
| Grupo   | Club                                       | Ciudad                              | Provincia           | Liga                                 |
| ------- | ------------------------------------------ | ----------------------------------- | ------------------- | ------------------------------------ |
| Grupo A | Club Atlético Mitre                        | Santiago del Estero                 | Santiago del Estero | Liga Santiagueña de Fútbol           |
| Grupo A | Independiente                              | San Salvador de Jujuy               | Jujuy               | Liga Jujeña de Fútbol                |
| Grupo A | Villa Cubas                                | San Fernando del Valle de Catamarca | Catamarca           | Liga Catamarqueña de Fútbol          |
| Grupo A | Juventud Antoniana                         | Salta                               | Salta               | Liga Salteña de Fútbol               |
| Grupo A | San Martín                                 | San Miguel de Tucumán               | Tucumán             | Liga Tucumana de Fútbol              |
| Grupo B | Guaraní Antonio Franco                     | Posadas                             | Misiones            | Liga Posadeña de Fútbol              |
| Grupo B | Club Social y Deportivo Luis Jorge Fontana | Formosa                             | Formosa             | Liga Formoseña de Fútbol             |
| Grupo B | Club Atlético Huracán                      | Corrientes                          | Corrientes          | Liga Correntina de Fútbol            |
| Grupo B | Club Atlético Patronato                    | Paraná                              | Entre Ríos          | Liga Paranaense de Fútbol            |
| Grupo B | Chaco For Ever                             | Resistencia                         | Chaco               | Liga Chaqueña de Fútbol              |
| Grupo B | Club Atlético Talleres                     | Córdoba                             | Córdoba             | Liga Cordobesa de Fútbol             |
| Grupo C | Rioja Juniors Fútbol Club                  | La Rioja                            | La Rioja            | Liga Riojana de Fútbol               |
| Grupo C | Club Sportivo Desamparados                 | San Juan                            | San Juan            | Liga Sanjuanina de Fútbol            |
| Grupo C | Club Atlético Pacífico                     | Neuquén                             | Neuquén             | Liga de Fútbol del Neuquén           |
| Grupo C | Juventud Unida                             | San Luis                            | San Luis            | Liga Sanluiseña de Fútbol            |
| Grupo C | San Martín                                 | San Martín                          | Mendoza             | Liga Mendocina de Fútbol             |
| Grupo D | Talleres Juniors                           | Comodoro Rivadavia                  | Chubut              | Liga de Fútbol de Comodoro Rivadavia |
| Grupo D | Racing                                     | Trelew                              | Chubut              | Liga de Fútbol Valle del Chubut      |
| Grupo D | Villa Congreso                             | Viedma                              | Río Negro           | Liga Rionegrina de Fútbol            |
| Grupo D | Club Atlético All Boys                     | Santa Rosa                          | La Pampa            | Liga Cultural de Fútbol              |
| Grupo D | Club Atlético San Lorenzo                  | Mar del Plata                       | Buenos Aires        | Liga Marplatense de Fútbol           |
| Grupo D | Club Olimpo                                | Bahía Blanca                        | Buenos Aires        | Liga del Sur (Bahía Blanca)          |

## Primera fase
| Grupo B                      | Grupo B        | Grupo B                       | Grupo B        | Grupo B        | Grupo B                                     | Grupo B        | Grupo B        | Grupo B        | Grupo B        | Grupo B        | Grupo B        |
| Partido de ida               | Partido de ida | Partido de ida                | Partido de ida | Partido de ida | Partido de ida                              | Partido de ida | Partido de ida | Partido de ida | Partido de ida | Partido de ida | Partido de ida |
| Local                        | Resultado      | Visitante                     | Goles          | Fecha          |                                             |                |                |                |                |                |                |
| ---------------------------- | -------------- | ----------------------------- | -------------- | -------------- | ------------------------------------------- | -------------- | -------------- | -------------- | -------------- | -------------- | -------------- |
| Guaraní A.Franco             | 0 - 0          | Luis Jorge Fontana (Formosa)* | -              |                | *Suspendido; L.J.Fontana obtuvo los puntos. |                |                |                |                |                |                |
| Partido de vuelta            |                |                               |                |                |                                             |                |                |                |                |                |                |
| Luis Jorge Fontana (Formosa) | 1 - 1          | Guaraní A. Franco             |                |                |                                             |                |                |                |                |                |                |

| Grupo D           | Grupo D        | Grupo D           | Grupo D        | Grupo D        | Grupo D        | Grupo D        | Grupo D        | Grupo D        | Grupo D        | Grupo D        | Grupo D        |
| Partido de ida    | Partido de ida | Partido de ida    | Partido de ida | Partido de ida | Partido de ida | Partido de ida | Partido de ida | Partido de ida | Partido de ida | Partido de ida | Partido de ida |
| Local             | Resultado      | Visitante         | Goles          | Fecha          |                |                |                |                |                |                |                |
| ----------------- | -------------- | ----------------- | -------------- | -------------- | -------------- | -------------- | -------------- | -------------- | -------------- | -------------- | -------------- |
| Talleres Jrs.(CR) | 1 - 1          | Racing (T)        |                |                |                |                |                |                |                |                |                |
| Partido de vuelta |                |                   |                |                |                |                |                |                |                |                |                |
| Racing (T)        | 3 - 1          | Talleres Jrs.(CR) |                |                |                |                |                |                |                |                |                |

## Segunda fase
| Grupo A            | Grupo A         | Grupo A            | Grupo A                                        | Grupo A         | Grupo A         | Grupo A         | Grupo A         | Grupo A         | Grupo A         | Grupo A         | Grupo A         |
| Partidos de ida    | Partidos de ida | Partidos de ida    | Partidos de ida                                | Partidos de ida | Partidos de ida | Partidos de ida | Partidos de ida | Partidos de ida | Partidos de ida | Partidos de ida | Partidos de ida |
| Local              | Resultado       | Visitante          | Goles                                          | Fecha           |                 |                 |                 |                 |                 |                 |                 |
| ------------------ | --------------- | ------------------ | ---------------------------------------------- | --------------- | --------------- | --------------- | --------------- | --------------- | --------------- | --------------- | --------------- |
| Mitre (SdE)        | 2-2             | Independiente (J)  |                                                | 29 de junio     |                 |                 |                 |                 |                 |                 |                 |
| Villa Cubas        | 1 - 3           | Juventud Antoniana |                                                | 29 de junio     |                 |                 |                 |                 |                 |                 |                 |
| Partidos de vuelta |                 |                    |                                                |                 |                 |                 |                 |                 |                 |                 |                 |
| Independiente (J)  | 2 - 1           | Mitre (SdE)        | 21', 80' Pedernera; 27' Ayunta                 | 7 de julio      |                 |                 |                 |                 |                 |                 |                 |
| Juventud Antoniana | 4 - 1           | Villa Cubas        | 8' Parra, 50' Arias, 61', 87' Gómez; 78' Fadel | 7 de julio      |                 |                 |                 |                 |                 |                 |                 |

| Grupo B                      | Grupo B         | Grupo B                      | Grupo B                                                                           | Grupo B         | Grupo B         | Grupo B         | Grupo B         | Grupo B         | Grupo B         | Grupo B         | Grupo B         |
| Partidos de ida              | Partidos de ida | Partidos de ida              | Partidos de ida                                                                   | Partidos de ida | Partidos de ida | Partidos de ida | Partidos de ida | Partidos de ida | Partidos de ida | Partidos de ida | Partidos de ida |
| Local                        | Resultado       | Visitante                    | Goles                                                                             | Fecha           |                 |                 |                 |                 |                 |                 |                 |
| ---------------------------- | --------------- | ---------------------------- | --------------------------------------------------------------------------------- | --------------- | --------------- | --------------- | --------------- | --------------- | --------------- | --------------- | --------------- |
| Huracán Corrientes           | 2 - 0           | Patronato                    | 7' Pyszczen, 72' A.Fernández                                                      | 7 de julio      |                 |                 |                 |                 |                 |                 |                 |
| Luis Jorge Fontana (Formosa) | 1 - 0           | Chaco For Ever               | 55' Rogland                                                                       | 7 de julio      |                 |                 |                 |                 |                 |                 |                 |
| Partidos de vuelta           |                 |                              |                                                                                   |                 |                 |                 |                 |                 |                 |                 |                 |
| Patronato                    | 6 - 2           | Huracán (Corrientes)         | 5' Flores, 29' Orlando, 52' Godoy, 56', 61', 72' Orlando; 48'Segovia, 54' Segovia | 9 de julio      |                 |                 |                 |                 |                 |                 |                 |
| Chaco For Ever               | [3]1-0[2]       | Luis Jorge Fontana (Formosa) | 54' Olivera                                                                       | 13 de julio     |                 |                 |                 |                 |                 |                 |                 |

| Grupo C                   | Grupo C         | Grupo C                   | Grupo C                                    | Grupo C         | Grupo C         | Grupo C         | Grupo C         | Grupo C         | Grupo C         | Grupo C         | Grupo C         |
| Partidos de ida           | Partidos de ida | Partidos de ida           | Partidos de ida                            | Partidos de ida | Partidos de ida | Partidos de ida | Partidos de ida | Partidos de ida | Partidos de ida | Partidos de ida | Partidos de ida |
| Local                     | Resultado       | Visitante                 | Goles                                      | Fecha           |                 |                 |                 |                 |                 |                 |                 |
| ------------------------- | --------------- | ------------------------- | ------------------------------------------ | --------------- | --------------- | --------------- | --------------- | --------------- | --------------- | --------------- | --------------- |
| Rioja Juniors             | 0 - 1           | Sportivo Desamparados     |                                            | 29 de junio     |                 |                 |                 |                 |                 |                 |                 |
| Pacífico (Neuquén)        | 0 - 0           | Juventud Unida (San Luis) | -                                          | 29 de junio     |                 |                 |                 |                 |                 |                 |                 |
| Partidos de vuelta        |                 |                           |                                            |                 |                 |                 |                 |                 |                 |                 |                 |
| Sp.Desamparados           | 2 - 1           | Rioja Juniors             | 17' Cortés, 85' Sotomayor e/c; 35' Herrera | 7 de julio      |                 |                 |                 |                 |                 |                 |                 |
| Juventud Unida (San Luis) | 0 - 2           | Pacífico (Neuquén)        | 65' Blanco, 85' Lasalde                    | 7 de julio      |                 |                 |                 |                 |                 |                 |                 |

| Grupo D                 | Grupo D         | Grupo D                 | Grupo D | Grupo D         | Grupo D         | Grupo D         | Grupo D         | Grupo D         | Grupo D         | Grupo D         | Grupo D         |
| Partidos de ida         | Partidos de ida | Partidos de ida         | Partidos de ida | Partidos de ida | Partidos de ida | Partidos de ida | Partidos de ida | Partidos de ida | Partidos de ida | Partidos de ida | Partidos de ida |
| Local                   | Resultado       | Visitante               | Goles | Fecha           |                 |                 |                 |                 |                 |                 |                 |
| ----------------------- | --------------- | ----------------------- | --- | --------------- | --------------- | --------------- | --------------- | --------------- | --------------- | --------------- | --------------- |
| Villa Congreso (Viedma) | 0 - 4           | All Boys (SR)           | - | 29 de junio     |                 |                 |                 |                 |                 |                 |                 |
| Racing (Trelew)         | 0 - 2           | San Lorenzo (MdP)       | - | 29 de junio     |                 |                 |                 |                 |                 |                 |                 |
| Partidos de vuelta      |                 |                         | |                 |                 |                 |                 |                 |                 |                 |                 |
| San Lorenzo (MdP)       | 12-1            | Racing (T)              | 13' Mosconi, 27', 72', 80' Arce, 44', 63' Hebbia, 45' Reinoso, 47', 56', 75' Eresuma, 51' M.Benítez, 53' Planes e/c; 62' Gregorat | 7 de julio      |                 |                 |                 |                 |                 |                 |                 |
| All Boys (SR)           | 3 - 1           | Villa Congreso (Viedma) | 26' Cejas, 60' Villalba, 85' Salomón; 50' Kraemer                                                                                 | 4 de agosto     |                 |                 |                 |                 |                 |                 |                 |

## Tercera fase

### Ligas regionales
| Mendoza             | Mendoza        | Mendoza        | Mendoza                                                | Mendoza        | Mendoza                          | Mendoza        | Mendoza        | Mendoza        | Mendoza        | Mendoza        | Mendoza        |
| Partido de ida      | Partido de ida | Partido de ida | Partido de ida                                         | Partido de ida | Partido de ida                   | Partido de ida | Partido de ida | Partido de ida | Partido de ida | Partido de ida | Partido de ida |
| Local               | Resultado      | Visitante      | Goles                                                  | Fecha          |                                  |                |                |                |                |                |                |
| ------------------- | -------------- | -------------- | ------------------------------------------------------ | -------------- | -------------------------------- | -------------- | -------------- | -------------- | -------------- | -------------- | -------------- |
| Atlético San Martín | 1 - 1          | Godoy Cruz AT  | 54' Marquez; 70' Schanz                                | 12 de julio    | Estadio Ingelmo Nicolás Blázquez |                |                |                |                |                |                |
| Partido de vuelta   |                |                |                                                        |                |                                  |                |                |                |                |                |                |
| Atlético San Martín | (8)2 - 2(7)    | Godoy Cruz     | 11' Marquez, 96' Sarmiento; 58' Montagnoli, 98' Mandón | 13 de julio    | Estadio Ingelmo Nicolás Blázquez |                |                |                |                |                |                |

| Córdoba           | Córdoba        | Córdoba           | Córdoba        | Córdoba        | Córdoba                      | Córdoba        | Córdoba        | Córdoba        | Córdoba        | Córdoba        | Córdoba        |
| Partido de ida    | Partido de ida | Partido de ida    | Partido de ida | Partido de ida | Partido de ida               | Partido de ida | Partido de ida | Partido de ida | Partido de ida | Partido de ida | Partido de ida |
| Local             | Resultado      | Visitante         | Goles          | Fecha          |                              |                |                |                |                |                |                |
| ----------------- | -------------- | ----------------- | -------------- | -------------- | ---------------------------- | -------------- | -------------- | -------------- | -------------- | -------------- | -------------- |
| Talleres (C)      | 1 - 1          | Sportivo Belgrano |                | 20 de julio    | Estadio Juan Domingo Perón   |                |                |                |                |                |                |
| Partido de vuelta |                |                   |                |                |                              |                |                |                |                |                |                |
| Talleres (C)      | 1 - 0          | Sportivo Belgrano | 25' Del Río    | 27 de julio    | Estadio Julio César Villagra |                |                |                |                |                |                |

### Fase de grupos
| Grupo A            | Grupo A        | Grupo A            | Grupo A                          | Grupo A        | Grupo A        | Grupo A        | Grupo A        | Grupo A        | Grupo A        | Grupo A        | Grupo A        |
| Partido de ida     | Partido de ida | Partido de ida     | Partido de ida                   | Partido de ida | Partido de ida | Partido de ida | Partido de ida | Partido de ida | Partido de ida | Partido de ida | Partido de ida |
| Local              | Resultado      | Visitante          | Goles                            | Fecha          |                |                |                |                |                |                |                |
| ------------------ | -------------- | ------------------ | -------------------------------- | -------------- | -------------- | -------------- | -------------- | -------------- | -------------- | -------------- | -------------- |
| Independiente (J)  | 0 - 3          | Juventud Antoniana | 35' Cuenca (p), 56' 79' Ruiz     | 13 de julio    |                |                |                |                |                |                |                |
| Partido de vuelta  |                |                    |                                  |                |                |                |                |                |                |                |                |
| Juventud Antoniana | 3 - 1          | Independiente (J)  | 12', 32', 57' Gómez; 20' Peralta | 20 de julio    |                |                |                |                |                |                |                |

| Grupo B           | Grupo B        | Grupo B        | Grupo B                                   | Grupo B        | Grupo B        | Grupo B        | Grupo B        | Grupo B        | Grupo B        | Grupo B        | Grupo B        |
| Partido de ida    | Partido de ida | Partido de ida | Partido de ida                            | Partido de ida | Partido de ida | Partido de ida | Partido de ida | Partido de ida | Partido de ida | Partido de ida | Partido de ida |
| Local             | Resultado      | Visitante      | Goles                                     | Fecha          |                |                |                |                |                |                |                |
| ----------------- | -------------- | -------------- | ----------------------------------------- | -------------- | -------------- | -------------- | -------------- | -------------- | -------------- | -------------- | -------------- |
| Patronato         | 2 - 2          | Chaco For Ever | 32', 78' Pfeifer; 1' Olivera, 86' A.López | 20 de julio    |                |                |                |                |                |                |                |
| Partido de vuelta |                |                |                                           |                |                |                |                |                |                |                |                |
| Chaco For Ever    | 2 - 1          | Patronato      | 42' M.Fernández, 87' Olivera;??' Orlando  | 27 de julio    |                |                |                |                |                |                |                |

| Grupo C               | Grupo C        | Grupo C               | Grupo C                                                                     | Grupo C        | Grupo C        | Grupo C        | Grupo C        | Grupo C        | Grupo C        | Grupo C        | Grupo C        |
| Partido de ida        | Partido de ida | Partido de ida        | Partido de ida                                                              | Partido de ida | Partido de ida | Partido de ida | Partido de ida | Partido de ida | Partido de ida | Partido de ida | Partido de ida |
| Local                 | Resultado      | Visitante             | Goles                                                                       | Fecha          |                |                |                |                |                |                |                |
| --------------------- | -------------- | --------------------- | --------------------------------------------------------------------------- | -------------- | -------------- | -------------- | -------------- | -------------- | -------------- | -------------- | -------------- |
| Pacífico (Neuquén)    | 3 - 4          | Sportivo Desamparados | 50' Parotti, 51' I.Vega e/c, 56' De Simón; 14', 25' V.Vega, 43', 77' A.Vega | 13 de julio    |                |                |                |                |                |                |                |
| Partido de vuelta     |                |                       |                                                                             |                |                |                |                |                |                |                |                |
| Sportivo Desamparados | 1 - 4          | Pacífico (Neuquén)    | 22' Cortez, 32' Paez, 79' Massud, 81' V.Vega; 67' Merlo                     | 20 de julio    |                |                |                |                |                |                |                |

| Grupo D           | Grupo D        | Grupo D           | Grupo D                       | Grupo D        | Grupo D        | Grupo D        | Grupo D        | Grupo D        | Grupo D        | Grupo D        | Grupo D        |
| Partido de ida    | Partido de ida | Partido de ida    | Partido de ida                | Partido de ida | Partido de ida | Partido de ida | Partido de ida | Partido de ida | Partido de ida | Partido de ida | Partido de ida |
| Local             | Resultado      | Visitante         | Goles                         | Fecha          |                |                |                |                |                |                |                |
| ----------------- | -------------- | ----------------- | ----------------------------- | -------------- | -------------- | -------------- | -------------- | -------------- | -------------- | -------------- | -------------- |
| All Boys (SR)     | 1 - 1          | San Lorenzo (MdP) | 68' Cejas; 52' Martín e/c     | 13 de julio    |                |                |                |                |                |                |                |
| Partido de vuelta |                |                   |                               |                |                |                |                |                |                |                |                |
| San Lorenzo (MdP) | 3 - 0          | All Boys (SR)     | 21', 75' Eresuma, 44' Benítez | 20 de julio    |                |                |                |                |                |                |                |

## Fase final
| Grupo A            | Grupo A        | Grupo A            | Grupo A                                    | Grupo A        | Grupo A                                      | Grupo A        | Grupo A        | Grupo A        | Grupo A        | Grupo A        | Grupo A        |
| Partido de ida     | Partido de ida | Partido de ida     | Partido de ida                             | Partido de ida | Partido de ida                               | Partido de ida | Partido de ida | Partido de ida | Partido de ida | Partido de ida | Partido de ida |
| Local              | Resultado      | Visitante          | Goles                                      | Fecha          |                                              |                |                |                |                |                |                |
| ------------------ | -------------- | ------------------ | ------------------------------------------ | -------------- | -------------------------------------------- | -------------- | -------------- | -------------- | -------------- | -------------- | -------------- |
| Juventud Antoniana | 2 - 1          | San Martín (T)     | 69', 76' Cuenca (penalties); 24' Prado (p) | 27 de julio    |                                              |                |                |                |                |                |                |
| Partido de vuelta  |                |                    |                                            |                |                                              |                |                |                |                |                |                |
| San Martín (T)     | [3]1 - 0[2]    | Juventud Antoniana | 85' Prado (p)                              | 3 de agosto    | Penales: R.Corbalán (3)[SMT] Cuenca (2) [JA] |                |                |                |                |                |                |

| Grupo B           | Grupo B        | Grupo B        | Grupo B                                      | Grupo B        | Grupo B        | Grupo B        | Grupo B        | Grupo B        | Grupo B        | Grupo B        | Grupo B        |
| Partido de ida    | Partido de ida | Partido de ida | Partido de ida                               | Partido de ida | Partido de ida | Partido de ida | Partido de ida | Partido de ida | Partido de ida | Partido de ida | Partido de ida |
| Local             | Resultado      | Visitante      | Goles                                        | Fecha          |                |                |                |                |                |                |                |
| ----------------- | -------------- | -------------- | -------------------------------------------- | -------------- | -------------- | -------------- | -------------- | -------------- | -------------- | -------------- | -------------- |
| Chaco For Ever    | 0 - 0          | Talleres (C)   | -                                            | 30 de julio    |                |                |                |                |                |                |                |
| Partido de vuelta |                |                |                                              |                |                |                |                |                |                |                |                |
| Talleres (C)      | 2 - 1          | Chaco For Ever | 57' Del Río (p), 65' Frullinghi; 46' Olivera | 3 de agosto    |                |                |                |                |                |                |                |

| Grupo C              | Grupo C        | Grupo C               | Grupo C                   | Grupo C        | Grupo C        | Grupo C        | Grupo C        | Grupo C        | Grupo C        | Grupo C        | Grupo C        |
| Partido de ida       | Partido de ida | Partido de ida        | Partido de ida            | Partido de ida | Partido de ida | Partido de ida | Partido de ida | Partido de ida | Partido de ida | Partido de ida | Partido de ida |
| Local                | Resultado      | Visitante             | Goles                     | Fecha          |                |                |                |                |                |                |                |
| -------------------- | -------------- | --------------------- | ------------------------- | -------------- | -------------- | -------------- | -------------- | -------------- | -------------- | -------------- | -------------- |
| Sp.Desamparados      | 1 - 1          | San Martín (Mendoza)  | 22' V.Vega; 27' Marquez   | 27 de julio    |                |                |                |                |                |                |                |
| Partido de vuelta    |                |                       |                           |                |                |                |                |                |                |                |                |
| San Martín (Mendoza) | 2 - 0          | Sportivo Desamparados | 27' Marquez, 64' Ambroggi | 3 de agosto    |                |                |                |                |                |                |                |

| Grupo D                     | Grupo D        | Grupo D                     | Grupo D                                           | Grupo D        | Grupo D        | Grupo D        | Grupo D        | Grupo D        | Grupo D        | Grupo D        | Grupo D        |
| Partido de ida              | Partido de ida | Partido de ida              | Partido de ida                                    | Partido de ida | Partido de ida | Partido de ida | Partido de ida | Partido de ida | Partido de ida | Partido de ida | Partido de ida |
| Local                       | Resultado      | Visitante                   | Goles                                             | Fecha          |                |                |                |                |                |                |                |
| --------------------------- | -------------- | --------------------------- | ------------------------------------------------- | -------------- | -------------- | -------------- | -------------- | -------------- | -------------- | -------------- | -------------- |
| San Lorenzo (Mar del Plata) | 3 - 1          | Olimpo (Bahía Blanca)       | 10', 65' Eresuma, 75' Etcheto (p); 76' Zapata (p) | 11 de agosto   |                |                |                |                |                |                |                |
| Partido de vuelta           |                |                             |                                                   |                |                |                |                |                |                |                |                |
| Olimpo (Bahía Blanca)       | 1 - 0          | San Lorenzo (Mar del Plata) | 40', 50' Gómez; 3' Eresuma                        | 17 de agosto   |                |                |                |                |                |                |                |

## Fase por la quinta plaza
| Perdedor Grupo A vs. Perdedor Grupo B | Perdedor Grupo A vs. Perdedor Grupo B | Perdedor Grupo A vs. Perdedor Grupo B | Perdedor Grupo A vs. Perdedor Grupo B  | Perdedor Grupo A vs. Perdedor Grupo B | Perdedor Grupo A vs. Perdedor Grupo B  | Perdedor Grupo A vs. Perdedor Grupo B | Perdedor Grupo A vs. Perdedor Grupo B | Perdedor Grupo A vs. Perdedor Grupo B | Perdedor Grupo A vs. Perdedor Grupo B | Perdedor Grupo A vs. Perdedor Grupo B | Perdedor Grupo A vs. Perdedor Grupo B |
| Partido de ida                        | Partido de ida                        | Partido de ida                        | Partido de ida                         | Partido de ida                        | Partido de ida                         | Partido de ida                        | Partido de ida                        | Partido de ida                        | Partido de ida                        | Partido de ida                        | Partido de ida                        |
| Local                                 | Resultado                             | Visitante                             | Goles                                  | Fecha                                 |                                        |                                       |                                       |                                       |                                       |                                       |                                       |
| ------------------------------------- | ------------------------------------- | ------------------------------------- | -------------------------------------- | ------------------------------------- | -------------------------------------- | ------------------------------------- | ------------------------------------- | ------------------------------------- | ------------------------------------- | ------------------------------------- | ------------------------------------- |
| Juventud Antoniana                    | 1 - 1                                 | Chaco For Ever                        | 31' Parra; 15' Fernández               | 10 de agosto                          | Estadio Monumental de la Vicente López |                                       |                                       |                                       |                                       |                                       |                                       |
| Partido de vuelta                     |                                       |                                       |                                        |                                       |                                        |                                       |                                       |                                       |                                       |                                       |                                       |
| Chaco For Ever                        | 2 - 1                                 | Juventud Antoniana                    | 54' Olivera, 75' Rotger (p); 57' Gómez | 17 de agosto                          |                                        |                                       |                                       |                                       |                                       |                                       |                                       |

| Perdedor Grupo C vs. Perdedor Grupo D | Perdedor Grupo C vs. Perdedor Grupo D | Perdedor Grupo C vs. Perdedor Grupo D | Perdedor Grupo C vs. Perdedor Grupo D      | Perdedor Grupo C vs. Perdedor Grupo D | Perdedor Grupo C vs. Perdedor Grupo D                                                                     | Perdedor Grupo C vs. Perdedor Grupo D | Perdedor Grupo C vs. Perdedor Grupo D | Perdedor Grupo C vs. Perdedor Grupo D | Perdedor Grupo C vs. Perdedor Grupo D | Perdedor Grupo C vs. Perdedor Grupo D | Perdedor Grupo C vs. Perdedor Grupo D |
| Partido de ida                        | Partido de ida                        | Partido de ida                        | Partido de ida                             | Partido de ida                        | Partido de ida                                                                                            | Partido de ida                        | Partido de ida                        | Partido de ida                        | Partido de ida                        | Partido de ida                        | Partido de ida                        |
| Local                                 | Resultado                             | Visitante                             | Goles                                      | Fecha                                 | |                                       |                                       |                                       |                                       |                                       |                                       |
| ------------------------------------- | ------------------------------------- | ------------------------------------- | ------------------------------------------ | ------------------------------------- | --- | ------------------------------------- | ------------------------------------- | ------------------------------------- | ------------------------------------- | ------------------------------------- | ------------------------------------- |
| Sp.Desamparados                       | 0 - 0                                 | Olimpo                                | -                                          | 10 de agosto                          | |                                       |                                       |                                       |                                       |                                       |                                       |
| Partido de vuelta                     |                                       |                                       |                                            |                                       | |                                       |                                       |                                       |                                       |                                       |                                       |
| Olimpo                                | [3]2 - 2[3]*                          | Sportivo Desamparados                 | 43' Gómez, 54' Zapata; 37' Massud, 75' Paz | 17 de agosto                          | Penales: Zapata (3)[O] A.Vega (3)[SD] *Sportivo Desamparados clasificó mediante el lanzamiento de moneda. |                                       |                                       |                                       |                                       |                                       |                                       |

| Final                 | Final          | Final                 | Final                                                      | Final          | Final          | Final          | Final          | Final          | Final          | Final          | Final          |
| Partido de ida        | Partido de ida | Partido de ida        | Partido de ida                                             | Partido de ida | Partido de ida | Partido de ida | Partido de ida | Partido de ida | Partido de ida | Partido de ida | Partido de ida |
| Local                 | Resultado      | Visitante             | Goles                                                      | Fecha          |                |                |                |                |                |                |                |
| --------------------- | -------------- | --------------------- | ---------------------------------------------------------- | -------------- | -------------- | -------------- | -------------- | -------------- | -------------- | -------------- | -------------- |
| Chaco For Ever        | 0 - 0          | Sportivo Desamparados | -                                                          | 24 de agosto   |                |                |                |                |                |                |                |
| Partido de vuelta     |                |                       |                                                            |                |                |                |                |                |                |                |                |
| Sportivo Desamparados | 2 - 0          | Chaco For Ever        | 26' A.Vega, 32', 58' Rodriguez; 9' Olivera, 75' Rotger (p) | 31 de agosto   |                |                |                |                |                |                |                |

## Clasificados al Campeonato Nacional 1969
- San Martín (Tucumán)
- Talleres (Córdoba)
- San Martín (Mendoza)
- San Lorenzo (Mar del Plata)
- Sportivo Desamparados (San Juan)